# Pandemia di COVID-19 a Cuba
I primi tre casi della pandemia di COVID-19 a Cuba sono stati confermati l'11 marzo 2020, quando tre turisti italiani risultarono positivi al virus.
Durante la pandemia a Cuba, nonostante le dimissioni di Raúl Castro, sostituito da Miguel Díaz-Canel alla guida del partito unico comunista cubano, sono aumentate le proteste popolari contro le politiche autoritarie e repressive del governo e la riforma economica centralista approvata ad inizio 2021.
Il 5 maggio 2023, l'Organizzazione mondiale della sanità dichiara ufficialmente la fine della pandemia.

## Antefatti
Il 12 gennaio 2020, l'Organizzazione mondiale della sanità (OMS) ha confermato che un nuovo coronavirus era la causa di una malattia respiratoria riscontrata in un gruppo di persone di Wuhan, nella provincia cinese di Hubei, che era stato segnalato all'OMS il 31 dicembre 2019. Il tasso di mortalità per COVID-19 è stato molto più basso rispetto al SARS nel 2003 ma la trasmissione è stata significativamente maggiore, con un aumento del bilancio totale delle vittime.
Come paese che ha inviato personale medico in altre parti del mondo negli ultimi decenni, come nel 2014, quando l'OMS ha promosso il dispiegamento del personale medico da Cuba verso Africa per combattere l'epidemia di ebola, l'internazionalismo medico cubano ha svolto un ruolo importante durante la crisi COVID-19. Cuba ha inviato personale medico nella ricca regione italiana della Lombardia, colpita duramente, nonché in Angola e in una dozzina di stati caraibici come il Suriname e le Indie occidentali..